# Egon Primas

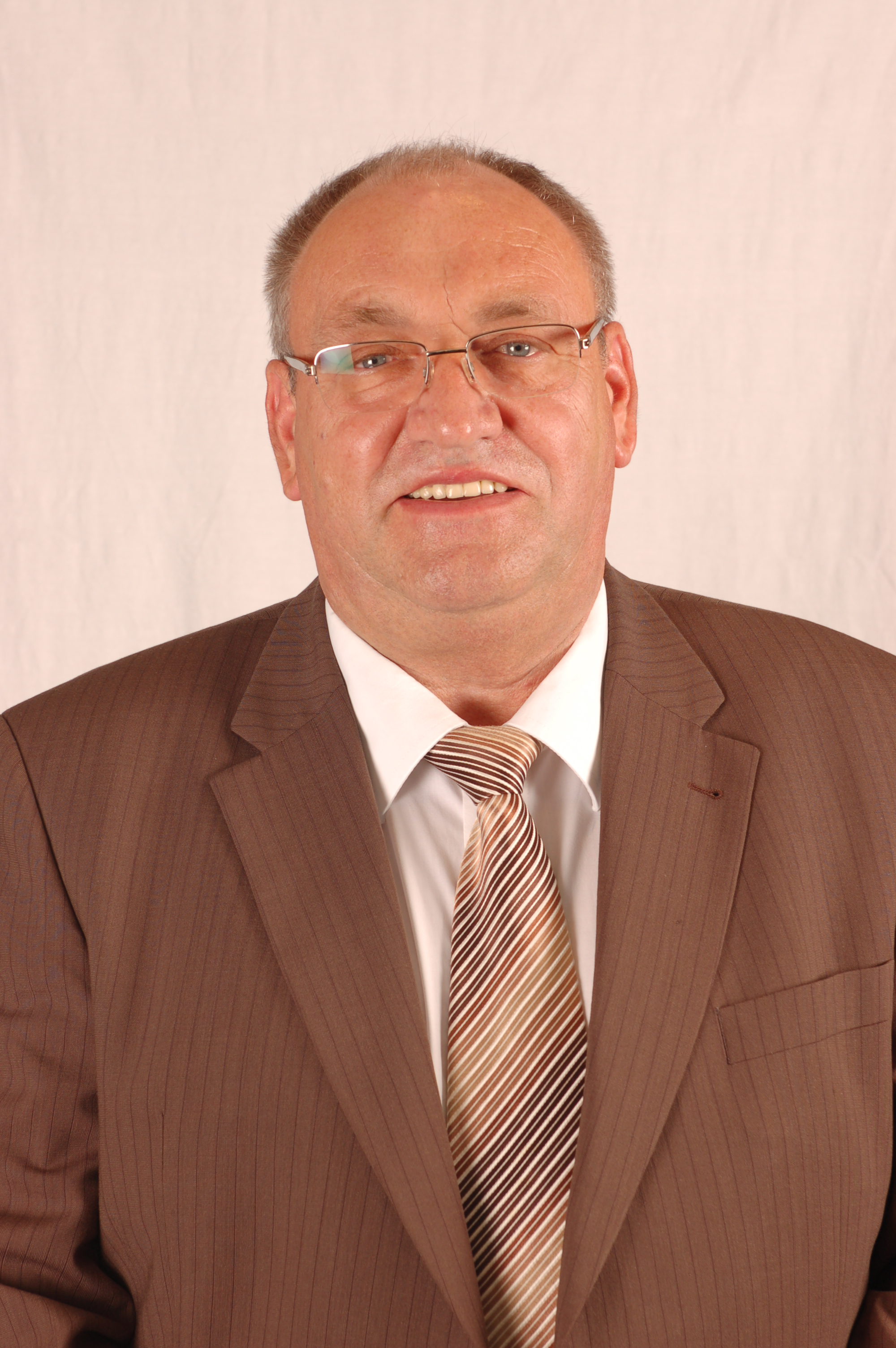
Egon Primas, 2011

Egon Primas (* 19. Mai 1952 in Niedergebra) ist ein deutscher Politiker (DDR-CDU, ab 1990 CDU). Er war von 1990 bis 2019 Mitglied des Thüringer Landtags.

## Ausbildung und Beruf
Primas absolvierte von 1968 bis 1971 eine Berufsausbildung mit Abitur als Montagebaufacharbeiter und anschließend bis 1975 ein Studium zum Ingenieur für Baustofftechnologie. Danach war er als Abteilungsleiter im Hochbaukombinat Nordhausen und ab 1982 als Produktionsleiter in der Bezirksdirektion für Straßenwesen tätig.

## Politik
Von 1987 bis 1990 war Egon Primas Kreissekretär bzw. Kreisgeschäftsführer des Kreisverbandes Nordhausen der CDU der DDR.
Er ist stellvertretender CDU-Kreisvorsitzender im Landkreis Nordhausen, CDU-Fraktionsvorsitzender im Kreistag und war stellvertretender Fraktionsvorsitzender der CDU im Thüringer Landtag. Im Jahre 2012 kandidierte er zur Landratswahl im Landkreis Nordhausen und unterlag Birgit Keller (Die Linke) mit 44,5 Prozent in der Stichwahl.

## Abgeordneter

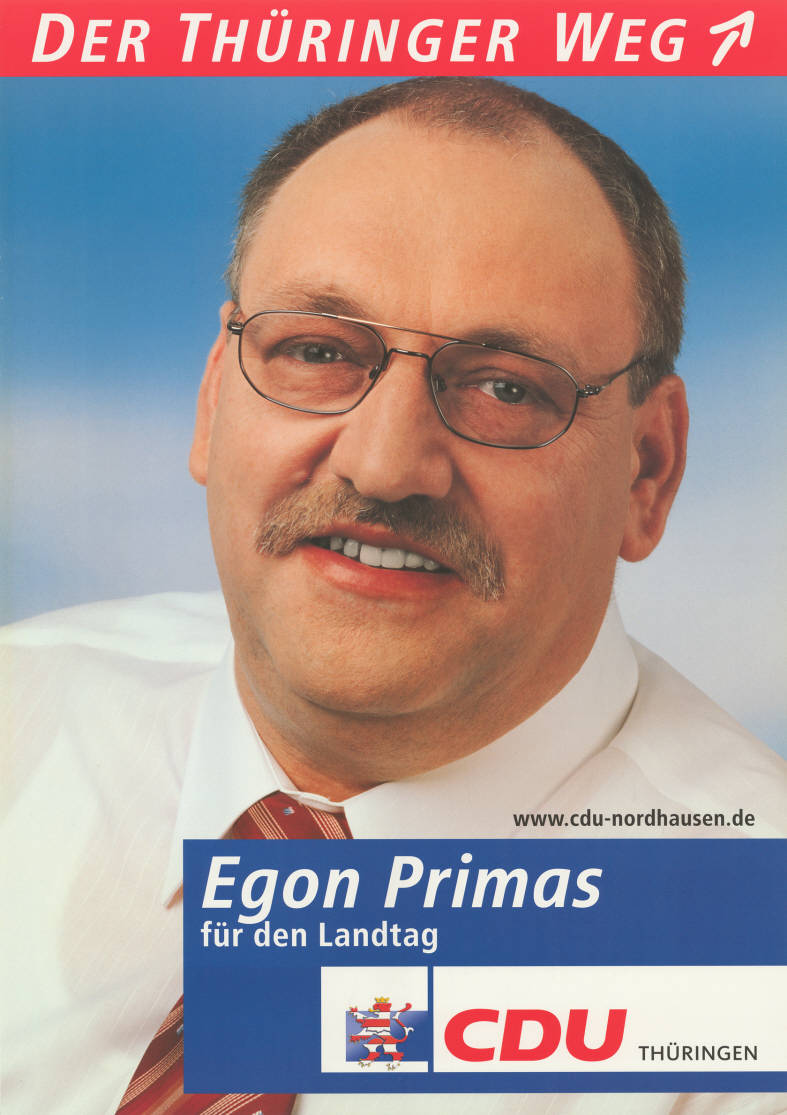
Plakat zur Landtagswahl 2004

Seit der Landtagswahl in Thüringen 1990 war Primas bis 2019 durchgängig Mitglied des Thüringer Landtags. Er zog stets als direkt gewählter Abgeordneter aus dem Wahlkreis Nordhausen I in den Landtag ein. Bei der Landtagswahl in Thüringen 2019 trat er nicht mehr als Direktkandidat an, errang auf Listenplatz 25 kein Mandat und schied aus dem Landtag aus.

## Mitgliedschaften
Primas ist Bundesvorsitzender der Ost- und Mitteldeutschen Vereinigung und deren Landesvorsitzender in Thüringen. Damit ist er auch beratender Teilnehmer an den Sitzungen des CDU-Bundesvorstandes. Auch ist er Vorsitzender des Landesverbandes Thüringen des Bundes der Vertriebenen. Er ist ebenfalls Vorsitzender des Freundeskreises Thüringen-Mordwinien.